# Episodi di The Guardian (terza stagione)
La terza e ultima stagione della serie televisiva The Guardian, composta da 22 episodi, è stata trasmessa negli Stati Uniti dal 23 settembre 2003 al 4 maggio 2004 dalla CBS.
In Italia la stagione è andata in onda in prima visione da Canale 5 dal 2 luglio al 10 settembre 2006.
| nº | Titolo originale               | Titolo italiano            | Prima TV USA      | Prima TV Italia   |
| -- | ------------------------------ | -------------------------- | ----------------- | ----------------- |
| 1  | Carnival                       | Lesioni personali          | 23 settembre 2003 | 2 luglio 2006     |
| 2  | Big Coal                       | Diritto alla vita          | 30 settembre 2003 | 2 luglio 2006     |
| 3  | The Line                       | Sogni infranti             | 7 ottobre 2003    | 9 luglio 2006     |
| 4  | The Father-Daughter Dance      | Progetti e speranze        | 14 ottobre 2003   | 9 luglio 2006     |
| 5  | Shame                          | Vergogna                   | 21 ottobre 2003   | 16 luglio 2006    |
| 6  | Let's Spend the Night Together | Padri e figli              | 28 ottobre 2003   | 16 luglio 2006    |
| 7  | Hazel Park                     | Parco giochi               | 4 novembre 2003   | 23 luglio 2006    |
| 8  | Believe                        | Credici                    | 11 novembre 2003  | 23 luglio 2006    |
| 9  | Let God Sort 'Em Out           | Che Dio ci aiuti           | 25 novembre 2003  | 30 luglio 2006    |
| 10 | Swimming                       | Lavoro e affetti           | 16 dicembre 2003  | 30 luglio 2006    |
| 11 | Legacy                         | Follia omicida             | 6 gennaio 2004    | 6 luglio 2006     |
| 12 | Beautiful Blue Mystic          | Allucinazioni              | 13 gennaio 2004   | 6 luglio 2006     |
| 13 | Amends                         | Scuse                      | 27 gennaio 2004   | 13 agosto 2006    |
| 14 | All Is Mended                  | Scelte difficili           | 10 febbraio 2004  | 13 agosto 2006    |
| 15 | Without Consent                | Una misteriosa aggressione | 17 febbraio 2004  | 20 agosto 2006    |
| 16 | Sparkle                        | L'illusione                | 24 febbraio 2004  | 20 agosto 2006    |
| 17 | The Watchers                   | Fuga a luci rosse          | 2 marzo 2004      | 27 agosto 2006    |
| 18 | The Bachelor Party             | Addio al celibato          | 9 marzo 2004      | 27 agosto 2006    |
| 19 | Remember                       | Il passato ritorna         | 6 aprile 2004     | 3 settembre 2006  |
| 20 | The Vote                       | Differenze di opinioni     | 20 aprile 2004    | 3 settembre 2006  |
| 21 | Blood in, Blood Out            | La votazione               | 27 aprile 2004    | 10 settembre 2006 |
| 22 | Antarctica                     | Nuova vita                 | 4 maggio 2004     | 10 settembre 2006 |

## Lesioni personali
- Titolo originale: Carnival
- Diretto da: Félix Alcalá
- Scritto da: David Hollander e Rick Eid

### Trama
Quando il carnevale arriva in città, Nick rappresenta un adolescente che viaggia con esso che afferma di essere stato molestato dal proprietario del carnevale.

## Diritto alla vita
- Titolo originale: Big Coal
- Diretto da: Mel Damski
- Scritto da: David Hollander e Nick Santora

### Trama
Per ottenere un nuovo cliente, Nick mette in pericolo alcuni residenti di una piccola città.

## Sogni infranti
- Titolo originale: The Line
- Diretto da: Joan Tewkesbury
- Scritto da: Barry M. Schkolnick

### Trama
Scosse alla LSP e qualche ingerenza di Alvin costringono Lulu a riconsiderare il suo trasferimento a Berkeley.

## Progetti e speranze
- Titolo originale: The Daughter-Father Dance
- Diretto da: Steve Gomer
- Scritto da: David Hollander e Jennifer Johnson

### Trama
I Fallin rappresentano una coppia che vuole fare causa alla loro clinica per la fertilità quando il loro bambino è nato nero, visto che la coppia è bianca.

## Vergogna
- Titolo originale: Shame
- Diretto da: John Heath
- Scritto da: David Hollander e Rick Eid

### Trama
La banca chiede a Nick di ripagare il prestito per sbrigarsi a far pagare i suoi clienti.

## Padri e figli
- Titolo originale: Let's Spend the Night Together
- Diretto da: Michael Zinberg
- Scritto da: Rick Eid

### Trama
Quando il padre di Lulu arriva in città, lei e Nick prendono una decisione sul loro futuro.

## Parco giochi
- Titolo originale: Hazel Park
- Diretto da: Emilio Estevez
- Scritto da: David Hollander e Tom Smuts

### Trama
Come parte del suo servizio in comunità, Nick è stato incaricato di aiutare a ripulire un parco del centro città e viene coinvolto nei problemi di un ex cliente.

## Credici
- Titolo originale: Believe
- Diretto da: Peter Medak
- Scritto da: David Hollander e Jennifer Johnson

### Trama
Nick cerca di trovare una casa per due adolescenti sieropositivi.

## Che Dio ci aiuti
- Titolo originale: Let God Sort 'Em Out
- Diretto da: Félix Alcalá
- Scritto da: Nick Santora

### Trama
Nick rappresenta un adolescente che vuole essere affidato ad un nonno morente e senzatetto, piuttosto che una famiglia affidataria.

## Lavoro e affetti
- Titolo originale: Swimming
- Diretto da: James Bagdonas
- Scritto da: David Hollander e Rick Eid

### Trama
Con Burton che rischia la vita, Nick tenta di chiudere un affare importante per suo padre.

## Follia omicida
- Titolo originale: Legacy
- Diretto da: Nancy Malone
- Scritto da: David Hollander e Rick Eid

### Trama
Il padre di Ted uccide prima i colleghi e poi si suicida, lasciando Nick e Suzanne a dire a Ted che suo padre è morto.

## Allucinazioni
- Titolo originale: Beautiful Blue Mystic
- Diretto da: Mel Damski
- Scritto da: David Hollander

### Trama
Nick torna a fare uso di droghe dopo essere stato lasciato da Lulu.

## Scuse
- Titolo originale: Amends
- Diretto da: Bill L. Norton
- Scritto da: David Hollander e Jennifer Johnson

### Trama
Nick rappresenta un autista di autobus di colore per un caso di risarcimento per i danni al suo autobus.

## Scelte difficili
- Titolo originale: All Is Mended
- Diretto da: Emilio Estevez
- Scritto da: David Hollander e Tom Smuts

### Trama
Nick scopre che un bambino ancora nato ha la sindrome di Down.

## Una misteriosa aggressione
- Titolo originale: Without Consent
- Diretto da: Vahan Moosekian
- Scritto da: Rick Eid

### Trama
Nick cerca di aiutare un adolescente che picchia sua madre dopo averla scoperta a letto con il suo migliore amico.

## L'illusione
- Titolo originale: Sparkle
- Diretto da: Steve Gomer
- Scritto da: David Hollander e Barry M. Schkolnick

### Trama
Shannon scappa dopo aver aiutato il padre biologico a rubare gioielli dalla casa di Burton.

## Fuga a luci rosse
- Titolo originale: The Watchers
- Diretto da: Emilio Estevez
- Scritto da: David Hollander e Nick Santora

### Trama
Nick si mette sulle tracce di Shannon e scopre un giro di pedopornografia.

## Addio al celibato
- Titolo originale: The Bachelor Party
- Diretto da: Alan Rosenberg
- Scritto da: David Hollander e Tom Smuts

### Trama
Nick e Alvin si recano a Los Angeles per una cosa segreta che Alvin aveva tenuto nascosto a Nick, facendogli perdere un incontro importante con suo padre nella loro azienda.

## Il passato ritorna
- Titolo originale: Remember
- Diretto da: Bill L. Norton
- Scritto da: David Hollander e Tom Smuts

### Trama
Nick aiuta un adolescente che afferma di non ricordare di aver subito abusi.

## Differenze di opinioni
- Titolo originale: The Vote
- Diretto da: Mel Damski
- Scritto da: Jennifer Johnson e Rick Eid

### Trama
Nick vota l'appuntamento di Burton come partner di Fallin con risultati pessimi.

## La votazione
- Titolo originale: Blood In, Blood Out
- Diretto da: Joan Tewkesbury
- Scritto da: David Hollander e Nick Santora

### Trama
Gli ultimi due casi di Nick ai servizi egali di Pittsburgh prendono una piega violenta.

## Nuova vita
- Titolo originale: Antartica
- Diretto da: David Hollander
- Scritto da: David Hollander e Rick Eid

### Trama
Dopo il fallimento dello studio di Burton, Nick inizia una nuova carriera di avvocato aziendale alla McNeil's, e l'ultimo caso di Alvin è su un detenuto rinchiuso nel braccio della morte in attesa di esecuzione, a cui viene diagnosticato un danno cerebrale ma si arrabbia con Nick per averlo incitato a preparare una richiesta di grazia. Nick crede che Lulu non lo sposerà, visto che il loro bambino è nato con la sindrome di Down. La fondazione dei servizi legali ha bisogno di un nuovo capo.